# Пряма стрільба (фільм, 1917)
Пряма стрільба (англ. Straight Shooting) — американський вестерн режисера Джона Форда 1917 року.

## Сюжет
Скотарям Флінтам відрізають водопостачання ферма Сімів. Коли син Сіма, Тед йде за водою, один з чоловіків сім'ї Флінт вбиває його. Шайєнн відправляється прикінчити Сімів, але знайшовши власну сім'ю в недавно виритій могилі, він змінює сторону.

## У ролях
- Гаррі Кері — Шайєнн Гаррі
- Дьюк Р. Лі — Тандерт Флінт
- Джордж Беррелл — містер Сім
- Моллі Мелоун — Джон Сім
- Тед Брукс — Тед Сім
- Хут Гібсон — Денні Морган
- Мілтон Браун — Чорноочий Піт
- Вестер Пегг — Плекер Фремонт